# Задача о пушечных ядрах

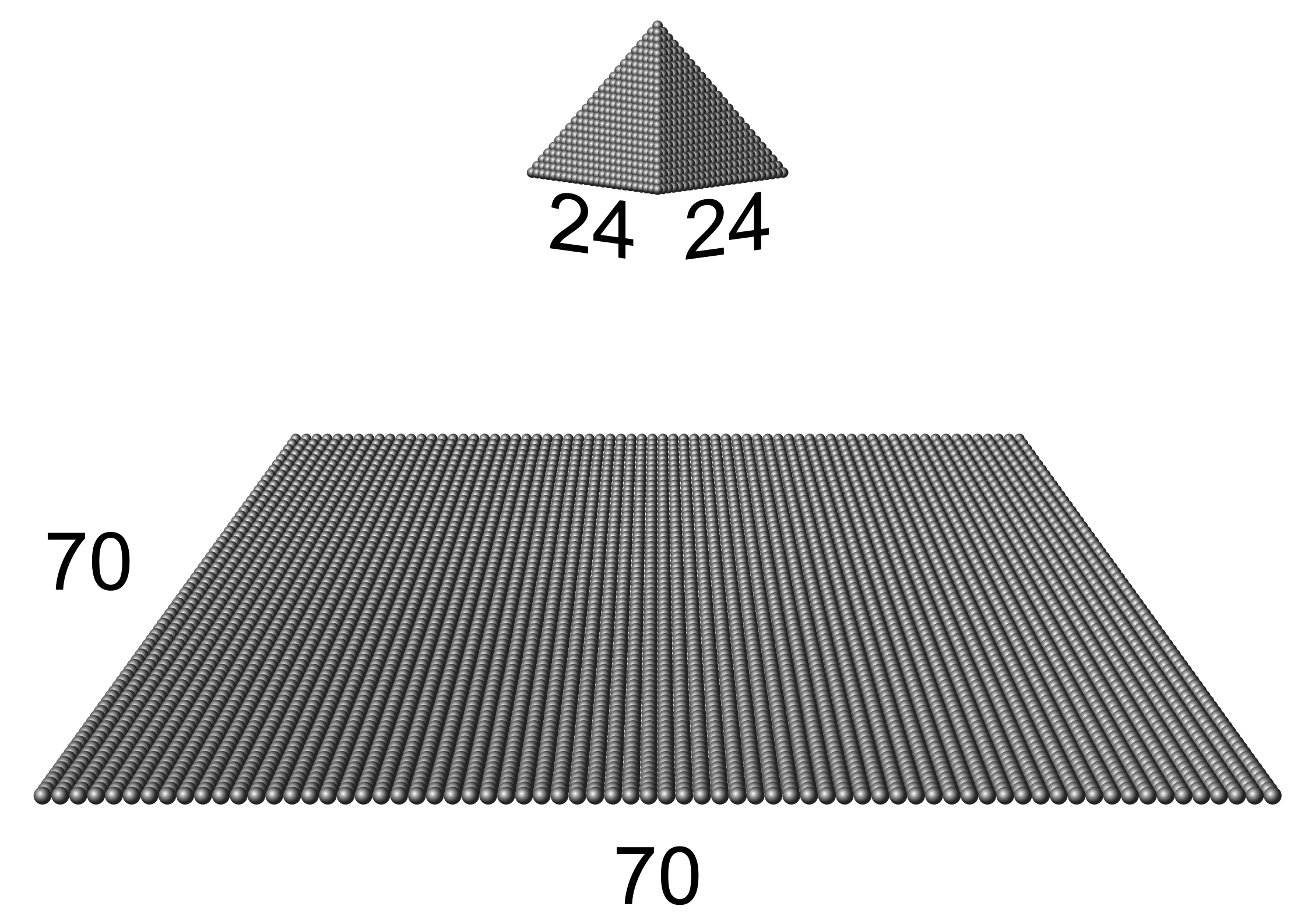
Единственный нетривиальный способ укладки пушечных ядер в квадрат и в пирамиду

Задача о пушечных ядрах (англ. cannonball problem) — задача о нахождении числа пушечных ядер, которые можно уложить и в один слой в форме квадрата, и в форме пирамиды с квадратом в основании, то есть о нахождении квадратных чисел, также являющихся квадратными пирамидальными числами. Нахождение этого числа сводится к решению диофантова уравнения {\displaystyle \sum _{n=1}^{N}n^{2}=M^{2}} или {\displaystyle {\frac {1}{6}}N(N+1)(2N+1)=M^{2}}. Уравнение имеет два решения: {\displaystyle N=1} и {\displaystyle M=1}, то есть одно пушечное ядро, и {\displaystyle N=24} и {\displaystyle M=70}, то есть 4900 пушечных ядер.

## История задачи
Вопросы укладки пушечных ядер интересовали уже сэра Уолтера Рэли и его современника Томаса Хэрриота, однако в приведённой выше форме она была сформулирована в 1875 году Эдуаром Люка, предположившим, что кроме {\displaystyle N=1} и {\displaystyle N=24} других решений не существует. Частичные доказательства были предложены Море-Бланом (1876) и самим Люка (1877). Первое полное доказательство было предложено Уотсоном (1918); доказательство использовало эллиптические функции. Ещё одно доказательство было предложено Люнггреном (1952) с использованием уравнения Пелля.
Доказательства с использованием только элементарных функций были предложены Ма (1985) и Энглином (1990).

## Доказательства

### Доказательство Уотсона
Доказательство Уотсона основано на наблюдении, что из трёх чисел {\displaystyle N}, {\displaystyle N+1} и {\displaystyle 2N+1} одно должно делиться на 3; и либо {\displaystyle N}, либо {\displaystyle N+1} должно быть чётным; и что все остальные множители должны быть квадратами. Тем самым возможны шесть вариантов:
1. {\displaystyle N=3a^{2},\ N+1=2b^{2},\ 2N+1=c^{2};}
2. {\displaystyle N=2a^{2},\ N+1=3b^{2},\ 2N+1=c^{2};}
3. {\displaystyle N=2a^{2},\ N+1=b^{2},\ 2N+1=3c^{2};}
4. {\displaystyle N=a^{2},\ N+1=6b^{2},\ 2N+1=c^{2};}
5. {\displaystyle N=6a^{2},\ N+1=b^{2},\ 2N+1=c^{2};}
6. {\displaystyle N=a^{2},\ N+1=2b^{2},\ 2N+1=3c^{2}.}

Однако, поскольку {\displaystyle 2b^{2}} при делении на 3 может иметь только остатки 0 или 2, первый вариант приводит к противоречию. Аналогичным образом можно исключить второй, третий и четвёртый варианты.
Пятый вариант приводит к решению {\displaystyle N=24}. Действительно, {\displaystyle N=6a^{2},\ N+1=b^{2},\ 2N+1=c^{2}} возможно только при нечётном {\displaystyle c}, и {\displaystyle (c-1)(c+1)=12a^{2}}, то есть, существуют целые числа {\displaystyle d} и {\displaystyle e}, такие что {\displaystyle {\frac {1}{2}}(c-1)=d^{2},\ {\frac {1}{2}}(c+1)=3e^{2},\ a=de} или {\displaystyle {\frac {1}{2}}(c-1)=3d^{2},\ {\frac {1}{2}}(c+1)=e^{2},\ a=de}. Однако, {\displaystyle {\frac {1}{2}}(c-1)=d^{2},\ {\frac {1}{2}}(c+1)=3e^{2},\ a=de} приводит к противоречию {\displaystyle 3e^{2}-d^{2}\equiv 1{\pmod {3}}}. Следовательно, {\displaystyle {\frac {1}{2}}(c-1)=3d^{2},\ {\frac {1}{2}}(c+1)=e^{2},\ a=de}, то есть, {\displaystyle c-1=6d^{2},\ c+1=2e^{2}} и {\displaystyle c+1=2e^{2},\ c^{2}+1=2b^{2}}. Как показано Жероно, {\displaystyle c=1} и {\displaystyle c=7} являются единственными решениями последней системы уравнений. Случай {\displaystyle c=1} невозможен, так как {\displaystyle N=0}; случай {\displaystyle c=7} приводит к {\displaystyle N=24}. Альтернативное доказательство единственности решения {\displaystyle N=24} в этом случае использует то, что единственными решениями {\displaystyle y^{2}=8x^{4}+1} являются {\displaystyle (0,\;1),\ (0,\;-1),\ (1,\;3),\ (1,\;-3),\ (-1,\;3),\ (-1,\;-3)} и приведено в главе 6.8.2 книги Коэна.
Доказательство отсутствия нетривиальных решений в шестом варианте требует применения эллиптических функций. Действительно, шестой вариант можно привести к виду {\displaystyle 2b^{2}-a^{2}=1,2b^{2}+a^{2}=3c^{2}}. Вместо этих уравнений Уотсон рассматривает более общий случай {\displaystyle 2X^{2}-Y^{2}=Z^{2},2X^{2}+Y^{2}=3W^{2}} и показывает, что решения этих уравнений должны удовлетворять {\displaystyle {\frac {Z}{W}}=(-1)^{r}\operatorname {sd} ((2r+1)\beta ){\sqrt {\frac {3}{2}}}}, где {\displaystyle r} — неотрицательное целое число, {\displaystyle \beta } задана {\displaystyle \operatorname {sn} (\beta )={\frac {1}{\sqrt {2}}}}, {\displaystyle \operatorname {cn} (\beta )={\frac {1}{\sqrt {2}}}},
{\displaystyle \operatorname {dn} (\beta )={\frac {\sqrt {3}}{2}}}, а {\displaystyle \operatorname {sn} }, {\displaystyle \operatorname {cn} }, {\displaystyle \operatorname {dn} } и {\displaystyle \operatorname {sd} } — эллиптические функции Якоби. Далее Уотсон доказывает, что {\displaystyle Z} численно равно единице, только если {\displaystyle r=0}, то есть {\displaystyle X^{2}=Y^{2}=Z^{2}=W^{2}=1}, и единственное возможное в этом случае решение {\displaystyle N=1}.

### Доказательство Ма
Доказательство единственности приведённых выше решений, предложенное Ма, основывается на последовательном доказательстве следующих утверждений:
- Единственным чётным решением задачи об укладке ядер является {\displaystyle (24,70)}. Действительно, чётность {\displaystyle n} позволяет исключить варианты 1, 4 и 6 из доказательства Уотсона, варианты 2 и 3 приводят к противоречию (см. доказательство Уотсона), а {\displaystyle (24,70)} — единственное решение возможное для варианта 5.
- Пусть {\displaystyle \alpha =2+{\sqrt {3}},\beta =2-{\sqrt {3}},M_{n}=(\alpha ^{n}+\beta ^{n})/2}. Тогда для неотрицательных {\displaystyle n}, {\displaystyle M_{n}} имеет вид {\displaystyle 4x^{2}+3} только для {\displaystyle n=2}.
- Единственным нечётным {\displaystyle N}, удовлетворяющим задаче об укладке ядер, является {\displaystyle N=1}. Действительно, рассуждая аналогично доказательству Уотсона, нечётное {\displaystyle N} должно удовлетворять варианту 6, то есть, {\displaystyle N=a^{2},N+1=2b^{2},2N+1=3c^{2}}. Поскольку для любого {\displaystyle x}, {\displaystyle (4x+3)^{2}-8(x+1)(2x+1)=1} и {\displaystyle 4x+3=2(2x+1)+1}, это также справедливо для {\displaystyle N}. Подставляя {\displaystyle 2b^{2}} и {\displaystyle 3c^{2}} вместо {\displaystyle x+1} и {\displaystyle 2x+1}, получим {\displaystyle (2(3c^{2})+1)^{2}-8\cdot 2b^{2}\cdot 3c^{2}=1}, то есть, {\displaystyle (6c^{2}+1)^{2}-3(4bc)^{2}=1}. Поскольку {\displaystyle 2+{\sqrt {3}}} порождает группу единиц {\displaystyle \mathbb {Z} [{\sqrt {3}}]}, существует {\displaystyle n\in \mathbb {Z} } такое, что {\displaystyle 6c^{2}+1+4bc{\sqrt {3}}=\pm (M_{n}+G_{n}{\sqrt {3}})}, где {\displaystyle M_{n}} определено выше, а {\displaystyle G_{n}=(\alpha ^{n}+\beta ^{n})/(\alpha -\beta )}. Поскольку {\displaystyle M_{n}} положительно, {\displaystyle M_{n}=6c^{2}+1} и, по определению {\displaystyle a}, {\displaystyle M_{n}=4a^{2}+3}. По предыдущей лемме, {\displaystyle n=2,M_{n}=7}, то есть {\displaystyle a=1} и {\displaystyle n=1}.

Подробности доказательства приведены в главе 6.8.2 книги Коэна.

## Обобщения задачи
За исключением тривиального случая {\displaystyle N=1} не существует числа пушечных ядер, которые бы можно было уложить в виде пирамиды с квадратом в основании, и которое бы при этом одновременно являлось кубом, четвёртой или пятой степенью натурального числа. Более того, это же справедливо для укладки ядер в виде правильного тетраэдра.
Другим обобщением задачи является вопрос о нахождении числа ядер, которые можно уложить в форме квадрата и усечённой пирамиды с квадратом в основании.
То есть ищут {\displaystyle n} последовательных квадратов (не обязательно начиная с 1), сумма которых является квадратом. Известно, что множество {\displaystyle S} таких {\displaystyle n} бесконечно, имеет асимптотическую плотность ноль и для {\displaystyle n}, не являющихся квадратами, существует бесконечно много решений. Число {\displaystyle N(x)} элементов множества {\displaystyle S}, не превышающих {\displaystyle x}, оценивается как {\displaystyle c_{1}{\sqrt {x}}<N(x)<c_{2}{\frac {x}{\ln {x}}}}. Первые элементы {\displaystyle n} множества {\displaystyle S} и соответствующие наименьшие значения {\displaystyle a}, такие что {\displaystyle \sum _{k=a}^{a+n-1}k^{2}} является квадратом, приведены в следующей таблице:
| n | 2 | 11 | 23 | 24 | 26 | 33 | 47  | 49 | 50 | 59 |
| a | 3 | 18 | 7  | 1  | 25 | 7  | 539 | 25 | 7  | 22 |
Для {\displaystyle n=2} и {\displaystyle a=3} решением является пифагорова тройка {\displaystyle 3^{2}+4^{2}=5^{2}}. Для {\displaystyle n=24} и {\displaystyle a=1} решением является приведённое выше решение задачи об укладке пушечных ядер. Последовательность элементов множества {\displaystyle S} — последовательность A001032 в OEIS.
Ещё одно обобщение задачи было рассмотрено Канэко и Татибаной: вместо вопроса о равенстве суммы первых квадратных чисел и другого квадратного числа, они рассмотрели вопрос о равенстве суммы первых многоугольных чисел и другого многоугольного числа и показали, что для любого {\displaystyle m\geqslant 3} существует бесконечно много последовательностей первых {\displaystyle m}-угольных чисел, таких что их сумма равна другому многоугольному числу, и что для любого {\displaystyle n\geqslant 3} существует бесконечное число {\displaystyle n}-угольных чисел, представимых в виде суммы последовательностей первых многоугольных чисел. Более того, Канэко и Татибана установили, что для любого натурального {\displaystyle k} выполняются следующие отношения:
{\displaystyle Pyr_{m}(3(m-2)k-2)=G_{9k+2}((m-2)^{2}k-m+3),}
{\displaystyle Pyr_{m}(3k-1)=G_{(m-2)k+3}(3k-1),}
{\displaystyle Pyr_{m}(6k-3)=G_{4(m-2)(2k-1)+6}(3k-1),}
{\displaystyle G_{n}((n-2)k^{2}-3k+1)=Pyr_{3k+2}((n-2)k-2),}
{\displaystyle G_{n}(8k^{2}-6k+1)=Pyr_{3(n-2)k+2}(4k-2),}
где {\displaystyle G_{m}(n)} — {\displaystyle n}-ое {\displaystyle m}-угольное число, а {\displaystyle Pyr_{m}(n)} — {\displaystyle n}-ое {\displaystyle m}-угольное пирамидальное число, то есть, сумма {\displaystyle n} первых {\displaystyle m}-угольных чисел.

## Связь с другими областями математики
Нетривиальное решение {\displaystyle N=24} приводит к построению решётки Лича (которая, в свою очередь, связана с различными областями математики и теоретической физики — теория бозонных струн, монстр). Это делается с помощью чётной унимодулярной решётки {\displaystyle \mathrm {II} _{25,1}} в 25+1-мерном псевдоевклидовом пространстве. Рассмотрим вектор этой решётки {\displaystyle w=(0,\;1,\;2,\;\ldots ,\;23,\;24;\;70)}. Поскольку {\displaystyle N=24} и {\displaystyle M=70} — решение задачи об укладке пушечных ядер, этот вектор — светоподобный, {\displaystyle w\cdot w=0}, откуда, в частности, следует, что он принадлежит собственному ортогональному дополнению {\displaystyle w^{\bot }}. Согласно Конвею, вектор {\displaystyle w} позволяет построить решётку Лича
- как фактормножество {\displaystyle (w^{\bot }\cap \mathrm {II} _{25,1})/w}, которое корректно определено благодаря светоподобности {\displaystyle w};
- как множество всех векторов {\displaystyle r\in \mathrm {II} _{25,1}} таких, что {\displaystyle r\cdot r=2,r\cdot w=-1}. Такие векторы составляют множество так называемых фундаментальных корней решётки {\displaystyle \mathrm {II} _{25,1}}. Во всех случаях, когда можно таким способом построить множество фундаментальных корней чётной унимодулярной решётки в псевдоевклидовом пространстве {\displaystyle \mathrm {II} _{n,1}}, всегда можно использовать целочисленный вектор с идущими подряд от ноля пространственными компонентами; а чтобы это множество образовывало решётку, этот вектор должен быть светоподобным. И поскольку {\displaystyle N=24} — единственное нетривиальное решение задачи об укладке пушечных ядер, то 24-мерная решётка Лича — единственная решётка, которую можно таким способом получить из {\displaystyle \mathrm {II} _{n,1}}.